# ادواردو گورینی
ادواردو گورینی (انگلیسی: Edoardo Gorini؛ زادهٔ ۲۸ فوریهٔ ۱۹۷۴) بازیکن فوتبال اهل ایتالیا است.
از باشگاه‌هایی که در آن بازی کرده‌است می‌توان به باشگاه فوتبال چیتادلا، باشگاه فوتبال ونتزیا، و باشگاه فوتبال وارزه اشاره کرد.